# Волколак
Волкола́к ([vəɫkɐˈɫak], волкодла́к, волкула́к, бел. ваўкала́к, пол. wilkołak, укр. вовкула́ка и т. п.) — в славянской мифологии человек-оборотень, на определённое время принимающий образ волка. Волколака чаще описывали как обычного волка, иногда указывались странности во внешнем виде и поведении, указывающие на его человеческое происхождение. Волколак сохраняет разум, но не может говорить.
Согласно народным представлениям, превращение в волков — наиболее распространённый тип оборотничества у славян. Он известен с древности и в той или иной степени присутствует у всех славянских народов, лучше всего представлен у белорусов, поляков и украинцев. В русских поверьях персонажа чаще называли просто о́боротнем, образ имеет явное сходство с волколаком. Южнославянские представления смешивают волколаков с упырями (вампирами).
Считалось, что колдуны для обращения в волков прочитывали заклинание и перепрыгивали, перешагивали, перекувыркивались или пролезали через наделяемый магической силой объект, накидывали его или перекидывали через себя и т. п. Для обратного превращения колдуну обычно требовалось совершить те же действия в обратном порядке. По своему желанию колдуны превращались в волколаков, чтобы причинить вред людям.
Встречались поверья о людях, склонность к периодическому оборотничеству у которых была с рождения в результате поведения их родителей или появилась в наказание за их собственные грехи. Отличительной чертой таких волколаков в человеческом облике считались различные зооморфные признаки, например волосы, напоминающие волчью шерсть. Превращение чаще происходило по ночам или в определённое время года. Часто считалось, что такие волколаки не контролируют своё поведение в волчьем облике и нападают на скот и людей, даже на близких. Иногда волколакам приписывался каннибализм. Сохранились древние поверья, связывающие с волколаками затмения небесных светил.
Согласно народным поверьям, колдун или ведьма могли превратить человека в волка, обычно из мести, накинув на него заговорённую волчью шкуру, обвязав поясом, зачаровав дверь, через которую должна пройти жертва, и другое. Особой популярностью пользовался сюжет о превращении в волков целой свадьбы. Срок превращения исчислялся от нескольких дней до нескольких лет. Невольные волколаки страдают от страха и отчаяния, скучают по человеческой жизни и не смешиваются с волками. Часто считалось, что они не едят падали и сырого мяса, перебиваясь подножным кормом и украденной у людей едой. Упоминается немало способов, при помощи которых якобы можно помочь вернуть им изначальный вид.
Представления о волколаках переняли значительную часть символики волка в славянской традиционной культуре. В качестве истоков мифа обычно указывают древние тотемические верования и обряды юношеской инициации. На образ волколака могли повлиять наблюдения за людьми с различными физическими и психическими отклонениями или за старыми и больными волками. Образ получил отражение в славянской художественной литературе.

## Исторические сведения и география
Мотив превращения человека в волка присутствовал в народных верованиях всех славян:508:217, но лучше всего он сохранился у украинцев, белорусов:133—135:44:418 и восточных:201:148 поляков:418:133—135. У русских слово волколак зафиксировано только в южных областях:418, на остальной же территории людей, превращающихся в волков, называли просто оборотнями, но поверья о них очень схожи с поверьями о волколаках:418:44. У словаков и особенно у чехов представления о волколаках немногочисленны; у лужичан они также редуцированы и встречаются в основном в Нижней Лужице:134—135 Южнославянские представления смешивают волколаков с упырями (вампирами):508—509, в них, кроме словенских:214:246, эти образы практически сливаются:222:246. Помимо поверий, быличек и бывальщин, волколаки встречались также в небольшом количестве сказок.:237—238
Говоря о древности представлений о превращениях людей в волков на славянских землях, можно упомянуть племя невров, жившее в VI—V веках до н. э. где-то на территории современных Украины и/или Беларуси, члены которого, согласно пересказываемым Геродотом (ок. 484(?) — ок. 430/425/420 годы до н. э.) в его «Истории» сообщениям, становились волками на несколько дней в году:201:321:676, вероятно, зимой:154: «Эти люди [Невры], по-видимому, колдуны. Скифы и живущие среди них эллины, по крайней мере, утверждают, что каждый невр ежегодно на несколько дней обращается в волка, а затем снова принимает человеческий облик»:9. Возможно, имеется в виду обрядовое «превращение»:676:23 Сопоставление «оборотничества» невров со славянским праздничным ряженьем для некоторых исследователей является одним из аргументов за гипотетичную славянскую природу невров.:730 Впрочем, нельзя со всей уверенностью даже утверждать, что речь идёт о представлениях самих невров, а не скифов или греков, при том, что у последних они, по-видимому, не были редкостью.:56—61

Фрагмент схемы серебряного браслета из клада XII века из городища Галицкого княжества, расположенного около села Городище Деражнянского района Хмельницкой области. По мнению Б. А. Рыбакова, в центральной и правой частях изображён не просто волк, а перекинувшийся с помощью волшебного пояса-науза волхв-волкодлак.

Самым ранним свидетельством о представлениях о превращении в волков у славян являются, по-видимому, упоминания в итальянских и византийских хрониках сверхъестественных способностей болгарского царевича Бояна (Баяна) Магесника (ок. 910 — ок. 970):65:289: «Говорят, что Баян настолько овладел магией, что однажды нечаянно превратился в волка или подобного ему зверя»:65. В «Слове о полку Игореве» (1185) полоцкий князь Всеслав Брячиславич (ум. 1101) превращается по ночам в волка и добегает в таком виде за ночь до Тмутаракани:408:643 (впрочем, вполне возможно, что это всего лишь метафоры):89: «Вскочив [Всеслав] от них [киевлян] лютым зверем в полночь из Белгорода, когда нависла тёмная мгла… скакнул волком до Немиги с Дудуток… Всеслав-князь людей судил, князьям города раздавал, а сам ночью волком рыскал; из Киева добежал до [пения] петухов до Тмутаракани; великому Хорсу волком путь перебегал.»:89:85. Образ волка, наряду с образами других животных, приписывается в поэме также певцу Бояну:328 и самому князю Игорю Святославичу:108 (1151—1201). В сербской (Иловицкой) и русской Кормчих книгах 1262 и 1282 годов соответственно упоминаются волкодлаки (первое упоминание слова), гонящие облака и поедающие луну и солнце:419:408:78 В русских былинах в волка превращается Волх Всеславьевич (Вольга Святославич).:221—222:643: «Ко другой-та мудрости учился он, Волх, обвертываться серым волком», «Похотелося Вольги много мудрости… серым волком рыскать да по чистыим полям». В сербском эпосе в волка превращается герой Змей Огненный Волк (прототип — деспот Вук Бранкович, ум. 1485:225). Всё это, по мнению Вяч. Вс. Иванова и В. Н. Топорова, может свидетельствовать о существовании общеславянского мифологического героя-волка.
В XV—XVIII веках верования в волколаков на польских землях не раз упоминались в местных и иностранных исторических хрониках и демонологических работах:201—202:149:52—56.:183—184:150 Польские авторы в своих трудах в рамках господствовавших в Европе представлений отрицали возможность реального превращения, указывая на его мнимый, созданный дьявольским обманом характер:52—56:183—184 Одним из наиболее ранних зафиксированных случаев является сообщение о поимке в лесу мазурского крестьянина с обильной растительностью на теле, многочисленными шрамами, якобы от собачьих клыков, и подозрительным поведением, которого обвинили в нападении на скот соседей в волчьем виде, который он постепенно приобретал ко дню Иоанна Крестителя и к Рождеству Христову, его заперли в подвале замка прусского герцога Альбрехта (1490—1568), но ожидавшееся превращение в волка так и не произошло:201—202:148—149:57—59; в дальнейшем его, по-видимому, сожгли заживо:59. В XVII—XVIII веках превращение в волчиц выступало в качестве одного из обвинений в ходе польских судов над «ведьмами»:149.
Большинство мифологических рассказов и поверий о волколаках, как и о других персонажах славянской низшей мифологии, записаны в XIX—XX веках. В XX веке традиционные представления об оборотничестве угасают:238, 250, что связано, возможно, не только с общим упадком традиционных верований, но и с уменьшением численности волков:250—253, хотя в некоторых регионах рассказы о превращениях в волков всё ещё сохраняют некоторую популярность. В современных городских демонологических представлениях славянские взгляды на волколаков вытесняются образом вервольфов (ликантропов) из западной популярной культуры:238, 245.

## Этимология
Слово «волкодлак» общеславянское:
| Язык            | Формы слова «волкодлак» (полужирным выделены литературные формы) |
| --------------- | --- |
| русский         | волкола́к(а) (Мосальский уезд Калужской губернии), волкодла́к (смоленское; вероятно, книжное слово под влиянием южнославянских языков:239—241:90), волкула́к:240 (воронежское, курское, орловское:240), вуку́ла (смоленское, воронежское):92                                                                      |
| белорусский     | ваўкала́к(а), воўколак(а):240, вавкула́к:240, вовкула́к |
| украинский      | вовкула́к(а):90, вовколак:90, волкулак; юго-западное наречие: вовку́н:289:92 и вовкуни́ця (ж. р.):91, вовколаб:73; гуцульские говоры: вовку́нка (ж. р.); закарпатские говоры: вовкунак:92, вовчур(ь):289; лемковские говоры: вовкура́д, вовкора́б:92:73; западнополесские говоры: [воўкокула́к], вовкулач [воўкула́ч] |
| лужицкие        | wjelkoraz:129 |
| старопольский   | wilkołek (преобладающее):201:240:176, wylkolek, vylkolek, wilcolec, wylkolecz; wilkołak, wylkolak (самая ранняя форма, впервые упоминается в 1455 году в латинско-польском словаре:239—240) |
| польский        | wilkołak, wilkołek:201:176, wilkołap |
| словацкий       | vlkolák, vlkodlak (диалектное:90), vilkolak, vrkolak |
| чешский         | vlkodlak («обжора», вероятно, книжное слово под влиянием южнославянских языков:240—241, в народной речи встречавшееся только в ляшских диалектах как vyl’kodlak:90:72) |
| старославянский | влъкодлакъ, вурколакъ:237, вѹрколакъ, вѹколакъ:70 |
| болгарский      | въркола̀к:204, вълкола̀к:240, въркола́кът:204, вълкодла́к:51:204, въркодлак:204, въклодла́к, вълкоедлак, фъркулак:204, фърколяк:51 (от греч. βουλκολάκας, которое заимствовано из славянских языков), въртоколак, вракулак, уркулак:212, фъкуляк, вракала̀к, вракалок:91, върлак                                    |
| македонский     | врколак, во́лколак |
| старосербский   | влькодлаци:74 (мн. ч.) (впервые упоминается в сербской (Иловицкой) Кормчей книге 1262 года:1041) |
| сербохорватский | вуко́длак / vukódlak, влокодлак, укодлак, кодлак:212; хорватское: vȕkodlak, kudlak:212:240; хорватское чаковское: vukozlȁk:216, kozlȁk, kodlȁk; Тимочская Краина: врколак |
| словенский      | volkodlák, vukodlák:245, okodlák, kódlak, verkodlák:212:196, 245, kodlakon:212, volcodlac (слово упоминается в 1592 году:240) |
| праславянский   | *vl̥ko-dlakъ (предположительно), от диал. праслав. *vl̥ko-t/dlak(-ъ):72 |

Отсюда же название волка-оборотня у литовцев — лит. vilkólakis:71 / vilkakis; заимствованные из болгарского:75 названия вампиров у балканских неславянских народов:75:75 — греч. βρυκόλακες:75, арум. vurcolacu, далм. valtudluk, рагуз.далм. vukolak, транс.рум. vacodlac, алб. vurkollák / vurvollák:51:75, тур. vurkolak:241; заимствованное название пожирающего луну и солнце существа у румын — рум. vârcolác:75; и их диалектные варианты:75. Неологизм вурдала́к, введённый в русский язык А. С. Пушкиным (стихотворение «Вурдалак» из цикла «Песни западных славян», 1835) и А. К. Толстым (готический рассказ «Семья вурдалака», 1839) и используемый преимущественно по отношению к упырям и вампирам, является совмещением и искажением нескольких балканских форм.:76
Первая часть названия происходит от слова волк (праслав. *vьl̥kъ):216 и изменялась соответственно ему в конкретных языках.
Вторая часть, согласно классической гипотезе:418:46, соответствует церк.-слав. длака, сербохорв. дла̏ка, словен. dláka, то есть «волосы», «шкура», «шерсть»:418, «конский или коровий волос», отсюда же русское кудла, праславянская лексема в этом случае реконструируется, как *dolka? или *-dolkъ.
Причина альтернации дл//л в волкодла́к—волкола́к и о//у в волкола́к—волкула́к в упрощении групп согласных и субституции лабиализованных коррелятов.
Согласно принимаемой ныне большинством исследователей другой версии, второй элемент, возможно, происходит от балто-славянского *dlak(i)as — «медведь», ср. прусск. *tlokis / clockis (*klokis), лит. lokỹs, латыш. lâcis:360—361, латг. lōcś:69; что родственно греч. ἂρκτος, хетт. ḫartagga- (ср. LU ḫartagga — «человек-медведь», «медвежий человек»:73) , др.-исл. art и др. В данном контексте предлагается праславянская реконструкция второй части, как *dlaka — «медведь», а позиция лингвистов, считающих такую реконструкцию ошибочной — недостаточно обоснованной.:71 В этой связи отмечается, что термин «волкодлак» может быть одного происхождения с лит. vilktakis:71 и тождествен по смыслу именам: др.-исл. Ulf-biorn, Biǫrn-olfr, др.-в.-нем. Wulf-bero, Bero-ulf, вестгот. Ber-ulfus:73—74. Совмещение способностей превращаться в волка и медведя описано в древнерусской книге «Чаровник» и в поверьях Закарпатья:418. «Волкодлак» могло означать также «мужчина с чертами медведя или волка».:73
Ряд исследователей совмещают обе вышеозначенные гипотезы, полагая, что второй компонент изначально был древним индоевропейским названием медведя, но в дальнейшем, в связи с табуированием названия этого зверя, сохранился только в качестве обозначения шкуры:71 (или наоборот:72). М. М. Валенцова, впрочем, сомневается в этой версии, так как оборотничество в волков и медведей в дошедших до нас верованиях совмещалось очень редко.
Альтернативные толкования: «волк с конским, коровьим волосом, шкурой», «волчье кодло, род»:27, отождествление со вторым компонентом фракийских сложных антропонимов -ταλκης:360—361. Предположение, что звук д во второй части появился в южнославянских языках вторично, вследствие приравнивания её к длаке-шкуре, а в западно- и восточнославянских языках этот звук появляется только в книжных формах:90—91:71—74, позволяет ряду лингвистов толковать вторую часть или как суффиксы -ol-ъ и -ak-ъ:91, или как *lakъ — «одежда», «кожа» (с праславянской исходной формой *vьlkolakъ):90, или как *likъ — «лик», «лицо», «внешний вид» (с исходной формой *vьlkolikъ — «имеющий волчий вид, внешность обличие»):91, или как *lakati — «подстерегать», или как *lačiti — «медлить», «следить, идя следом».
Украинские карпатские варианты вовколаб, вовкурад и вовкораб:73 очевидно являются эвфемистичными (в связи с опасением упоминать имена злых сил) контаминациями:92:75 слова «вовкулак» со словами «лаба» (лапа):92, «рад» (радующийся, любящий):75—76 и «раб»:92, соответственно. Юго-западноукраинское слово вовкун прозрачно образовано при помощи суффикса -ун:76 Смоленское вукула образовано из «волколака» под влиянием имени Вукол.:92 Вторая часть лужицкого wjelkoraz, возможно, происходит от слова образ, либо — производное от *raziti (ср. в.-луж. zarazyć — «убить»). В хорватском диалектном (vu)kozlȁk, zlȁka это местное dlaka.:1064
Также волкодлака в славянском языке, согласно Вяч. Вс. Иванову и В. Н. Топорову, называли словом, произошедшим от глагола vedati, «знать»: укр. віщун, «волк-оборотень», др.-чеш. vedi, «волчицы-оборотни», словен. vedоmci, vedunci, vedarci, «волки-оборотни». На древность этого слова указывают родственные названия волка: др.-исл. vitnir, хетт. uetna.:644 То есть во главе угла ставилось ведовство как причина превращения.:644

## Истоки образа
Волк — один из центральных, наиболее мифологизированных, опасных и почитаемых диких животных в славянской народной традиции:45—47:148:289:287 Вероятно, у славян некогда существовал его культ.:45—47 Среди основных характеристик образа волка: жизнь в дикой природе, хищничество, связь с кровью, хтоничность, связь с темнотой, связь с умершими, его брачная, мужская и эротическая символика, связь с нечистой силой (волк может отождествляться с ней, страдать от неё или, наоборот, быть для неё опасным) и некоторые демонические свойства, наличие у волков «хозяина», период разгула волков зимой, совпадающий с периодом активизации нечистой силы, посредническая функция волка между людьми и богом и людьми и нечистью, определение волка как «чужого», связь с пересечением границы и переломными моментами, наибольшая близость образа к образам, с одной стороны, медведя, а с другой — собаки; использование частей тела и имени волка как магических средств «для приобретения отпугивающих свойств, агрессивности, жизненной силы и здоровья». В той или иной степени все эти воззрения были перенесены и на образ волколака.:238—239:289—290:147, 151:56—57.

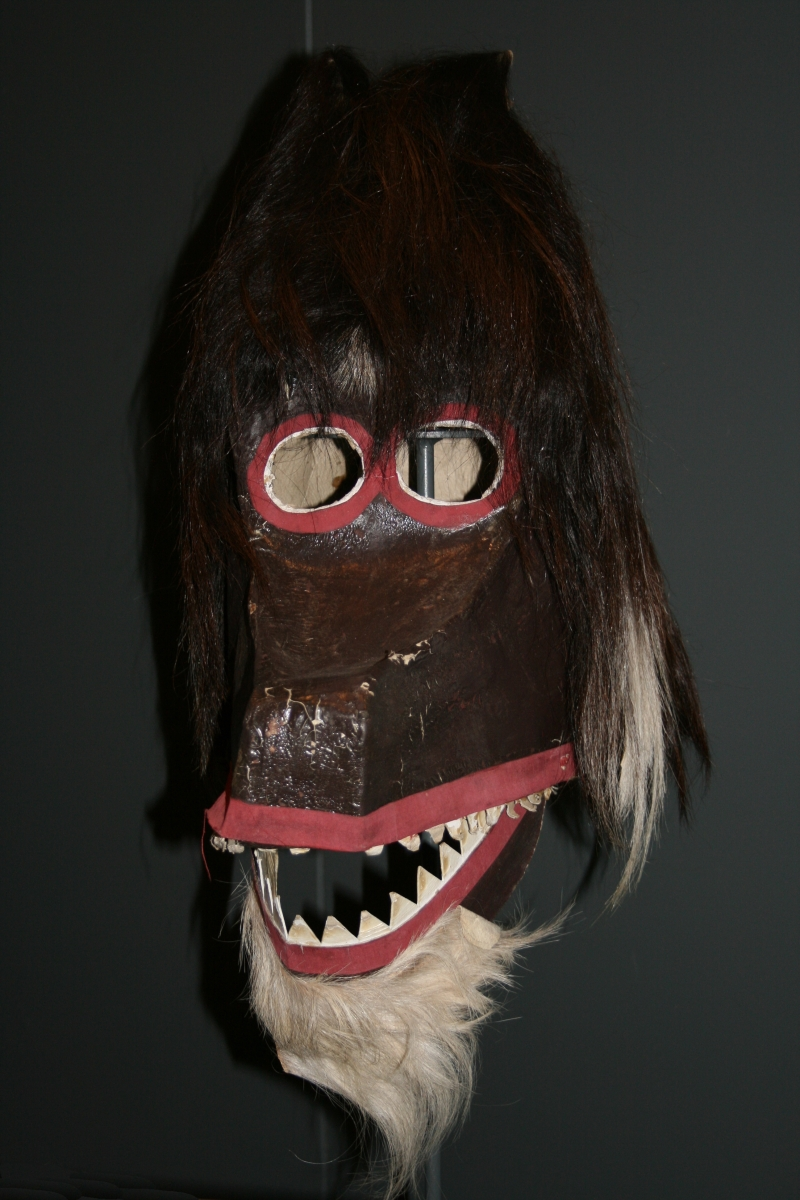
Маска волка из Марчелей, использовалась для обряда «звончары». Этнографический музей в Загребе

Распространено мнение, что представление о волколачестве, как и в целом об оборотничестве, восходят к тотемизму:644:23:290:46, при котором осуществлялись обряды переодевания в шкуры тотемных животных. У славян был распространён обычай наряжаться в волчьи маски и костюмы на новогодние праздники, на Масленицу и по некоторым другим поводам:219:205, что может рассматриваться как имитация оборотничества:652. В ходе разрушения языческих верований и укрепления христианства отношение к волкам изменилось с нейтрального на отрицательное:162—163, также и оборотничество, рассматривавшееся некогда как знак «приобщения индивида к божественному либо священному животному»:670, стало рассматриваться негативно:162—164:205 и считаться «знаком-символом нечистой силы или её атрибутов»:670. Соответственно, предполагается, что раньше возникли представления о добровольном превращении в волков, тогда как другие типы оборотничества появились под воздействием христианства:203:162—177 Опираясь на то, что, за исключением превращений целых свадеб, рассказы о волчьем оборотничестве женщин у славян весьма редки:171:74.:238, выводят, что представления о волколаках являются фольклоризацией сопровождавшихся употреблением изменяющих сознание веществ архаичным обрядам юношеской инициации, которые у древних славян якобы сопровождались ритуальным перерождением в волков:679:55, и последующим «волчьим» союзам молодых воинов, которые обособлялись от социума, жили в лесу и занимались разбоем:221—223; отголоски этих явлений видят, например, в польских и украинских обрядах инициации в мужские общины XIX века:219—220, 223:147—148 и в украинских представлениях о запорожских казаках и благородных разбойниках начала XIX века:180. Волколачество могло также служить метафорой для военных походов, в которые отправлялись молодые воины-«волки»:231:67 Предполагается также, что представления о волколачестве могут быть следом поклонения индоевропейцев богу-волку — богу воинов., мира мёртвых и плодородия. Представления о превращении свадьбы в волков связываются одними исследователями также с тотемизмом, так как свадебные группы некогда означали родовые группы. В восточнославянском народном творчестве волками могли называть практически всех участников свадьбы.:681 Другие исследователи связывают эти представления с древней формой брака, так называемым умыканием — похищением невесты.:223—224
Впрочем, есть и скептические мнения относительно этих теорий, отрицающие связь древних обычаев и верований с позднейшими представлениями, которые вполне могли возникнуть и самостоятельно.:272—279, 287:292 Например, указывается на возможную связь народных взглядов на оборотничество с христианскими литературными источниками: пересказывавшими античные сообщения:292, 297 нравоучительными повествованиями:292, демонологическими работами, апокрифическими сказаниями:292, отголосками немецких и французских судов над «оборотнями».

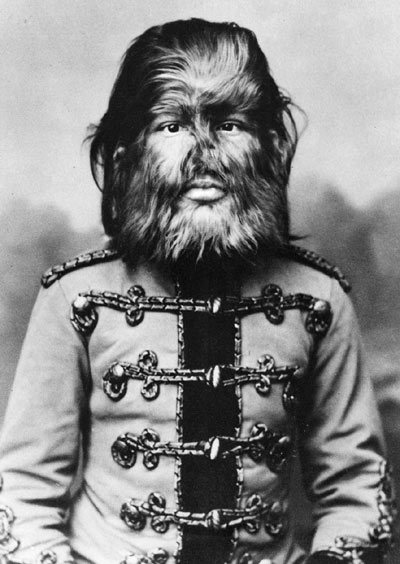
Фёдор Евтихиев (1864—1904), страдавший гипертрихозом, был известен, как «мальчик с пёсьей мордой»

Образ волколака служил демонической персонификацией негативных, тревожных, нарушающих гармонию явлений общественной жизни:239 Исследователи объясняли бытование мифов о волколаках психическими расстройствами, приводящими к звероподобному поведению (т. н. клиническая ликантропия и др.).:149—150:287:511, рождением детей с атавистическими признаками (волчьей пастью, хвостом:23, густым оволосением лица:202) и просто «диким» внешним видом:148, 150 и т. п. Слухи об оборотнях могли сознательно распускать люди, воровавшие скот:511, и бродяги, ходившие по деревням, рассказывая душещипательные истории о том, что они ищут родственников, превращённых в волков, или о том, как они сами долго были волками, и получая подаяние от растроганных селян:245—246:144:70. За историями нахождения человеческого тела под волчьей шкурой или превращения волка после гибели в человека могли стоять случаи намеренного или случайного убийства людей охотниками, пытавшихся таким образом избежать наказания.:151 Представления о страдающих заколдованных волколаках могли возникнуть и в результате наблюдения старых дряхлых волков, которые больше не могли охотиться.:72 За историями о нетипичном поведении волков могли также стоять случаи бешенства.:154:287 Н. А. Криничная отмечает, что, хотя во многих бывальщинах названы имена конкретных, ещё живых людей, как правило из соседнего поселения, но, когда приходишь к ним с расспросами, они как правило подтверждают историю, но утверждают, что она случилась не с ними, а с другими, опять-таки конкретными людьми из другой деревни.:680—681 Б. Барановский указывал, что чем дальше от места действия была записана история о «волколаках», тем больше в ней появлялось небывалых подробностей.:154

## Способы превращения

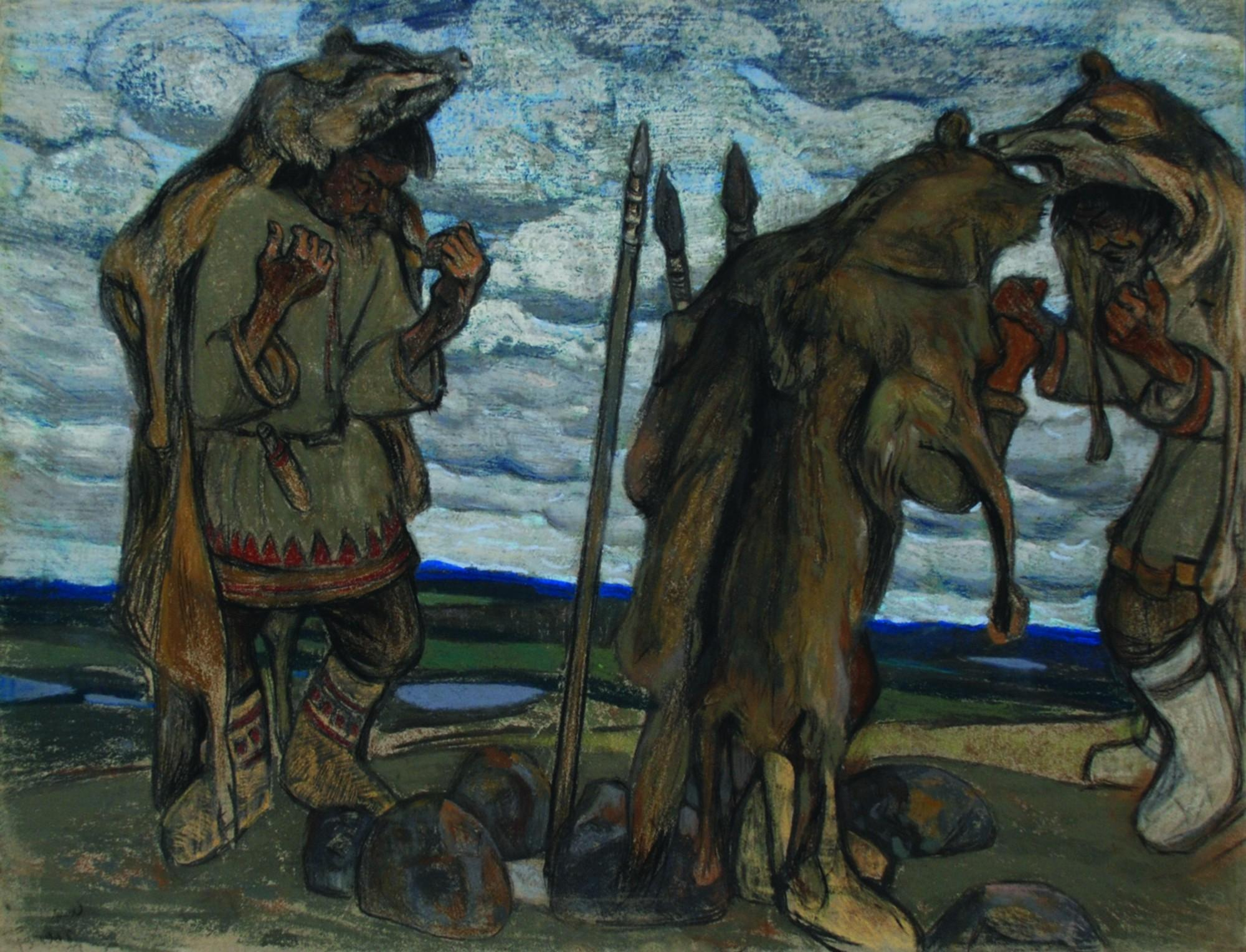
Николай Рерих. Колдуны. 1905 год

По природе превращений мифологических волколаков можно разделить на три основные группы: превращающиеся сознательно при помощи колдовства, превращённые против своей воли чужими чарами, и превращающиеся самопроизвольно время от времени:203:149:148:196:293.:478—479 В зависимости от природы превращения, различаются и способы:479 Большинство из них символизирует приобщение к иному, звериному, хтоническому, миру, пересечение границы между мирами.:418—419:693:479—480, 523.
«Жылі два саседы. Багаты быў вядзьмак, а бедны — добры чалавек. Бедны купіў каня і вывеў на выган, а багаты ўзяў тры нажы, утачыў у зямлю і пачаў куляцца. Перакуліўся праз адзін нож — у яго галава стала воўчая, перкуліўся праз другі — тады ўвесь стан стаў воўчы, ён перакуліўся праз трэці — тады і ногі зрабіліся воўчыя. Тады ён паляцеў і задушыў каня, а бедны выняў адзін нож. Воўк бяжыць назад к нажам, штоб адвярнуцца назад у чалавека. Прыбег. Як перакуліўся праз адзін нож — тады стала галава чалавечая; як перакуліўся праз другі нож — тады ўвесь стан зрабіўся чалавечы; перакуліўся трэці раз, але ногі засталіся воўчыя, бо не было трэцяга нажа.»
белорусская легенда «Вядзьмак-ваўкалак»
Способность колдуна или ведьмы превращаться в волка является частным случаем их способности к оборотничеству. В восточнославянской и польской традициях это центральный мотив представлений о волколаках:485 Народ описывал несколько способов добровольного превращения человека в волка: нужно прочитать тайное заклятие:229:254 и затем выполнить то или иное действие. Часто указывали, что нужно перекувырнуться, перепрыгнуть или перешагнуть:480 (один раз или трижды, по разным источникам) через или воткнутые в землю остриём вверх (что символизирует смертельную опасность), в пень, в порог или стол несколько (1, 2, 3, 5, 7, 9, 12 или т. п.) ножей или колов:257, 485.:71:409:693 (пять ножей могли символизировать конечности и хвост волка:71:257), или через воткнутый топор:693:294, или через коромысло (Вологодская губерния), ухват:295, забор:419:523, перекрёсток:419:134—135, неперекрещённый при рубке осиновый пень — либо ухватившись за него зубами, либо положив на него гребень или щепку:419:264, через нагнутую берёзу (Гомельская область):523, через колоду:419 или болотную руду (белорусы), ров:419, ручей (белорусы):146, кротовину (словенцы), или обруч. Среди других способов: набросить на себя кольцо из мочала, перебросить через себя корзину (Смоленская губерния), пролезть через хомут (украинцы):419:692 или через старое колесо без осей (белорусы):40, перешагнуть через лежащий под порогом или под доро́гой пояс ведьмы (Волынская область):419, воткнуть заговорённый топор в пень:694, раздеться донага или (у украинцев) переодеться в ветхую одежду:419, обежать вокруг семи деревьев по семь раз (поляки):150, надеть одну из девяти шкур, которые, якобы, сбрасывал волк (кашубы):418—419, перейти в полдень межу между земельными участками (лужичане):471, изваляться в навозе (словенцы):196, натереться соком ивановской травы (белорусы):41. В тех случаях, когда предполагается повторяющееся несколько раз действие, превращение могло происходить постепенно.:150:480, 544 Считалось, что для обратного превращения нужно было совершить те же действия, что и при превращении, но наоборот: перекувырнуться через называвшиеся объекты, перешагнуть через пояс, вынуть топор из пня:419:701—702:523 Однако, если этот предмет будет кем-то украден, в то время как волколак находится в виде волка, то он останется им навсегда.:702:480 Кроме того, у неопытного человека, обернувшегося в подражание колдуну, могло не получиться обратное превращение.:230:702:483 По отдельным польским представлениям, если ведьма будет убита в образе волчицы, то её труп превратится в человеческий.:544
«Ехали молодые к венцу и, проезжая мимо мельника, они не слезли и не поклонились ему. Мельник сказал: „Ну, будете ж вы целый век бегать и кланяться“. И в тот же миг „уся асістэнцыя“ — молодые, дружки, сваты — превратились в волков и побежали, но уже никогда не превращались в людей»
Повсеместно считалось, что колдун или ведьма могут превратить человека в волколака (укр. зро́блений:293 — «сделанный» волколак), в основном из мести, против его воли:490:469 Он мог прочитать заклятие:294 и или наслать на него ворожбу по ветру:419 (Черниговская область), или вылить под ноги отвар из липового лыка (Волынская область):419, или накинуть на жертву волчью шкуру:294:518, или опоясать поясом, шнурком, верёвкой либо лентой (пояс здесь и медиатор между своим и «иным» миром, и узы, связывающие жертву):51—7518, или накинуть на шею ярмо (у украинцев):296, или трижды ударив о порог топором, чтобы превратить того, кто пройдёт через дверь:264, или дать заклятую пищу либо зелье (например, отвар из кручёного лыка — у поляков, вино — у уральских казаков), при этом часто превращаются не те, кто задумано:515, или плюнуть в глаза (у украинцев):295, или вынудить колдовством или хитростью пролезть через хомут:516—517, или связать вершины двух растущих над дорогой рябин и зарезать на них трёх непоющих от старости петухов, так чтобы кровь капала с рябин на проезжающих под ними людей (Витебская губерния):254:514, или ударить палкой по лицу:524. Среди сюжетов о насильственном превращении в волка были: отвергнутая женщина превращает мужчину, тёща — нелюбимого зятя, жена — мужа, мачеха — пасынка:418:460:490, невестка — деверя:153, колдун превращает своего сына в качестве наказания:412, дети колдуна превращаются, нечаянно выпив волшебное зелье, предназначенное их отцом для кого-то (Смоленская губерния):695:515. Обычно считалось, что колдун может превратить в волка только на определённый срок (1, 3, 6, 7, 9, 12, 25 дней, недель, месяцев, лет), но обычно не навсегда.:419:204:675:67:535 Впрочем, украинцы и словаки иногда считали, что заклятие становится необратимым, если колдун умирает:419, хотя в Закарпатье и Полесье, напротив, было представление, что колдун не способен умереть (или умирает трудной смертью), пока жив или не расколдован волколак:419:522. У русских встречалось поверье, что колдун, превратившийся в волка в новолуние или на Святки, может укусить человека, посредством чего превратить его в волка на семь лет; тот мог избавиться от чар раньше, если укусит в это же время другого человека, передав образ волка ему.:217. Кроме того, на человека мог набросить волчью шкуру, превратив в волколака, святой Николай по чешским поверьям:418, или святой Юрий у южных славян:418, а в Полесье встречались истории о превращении в волколака Богом:524.

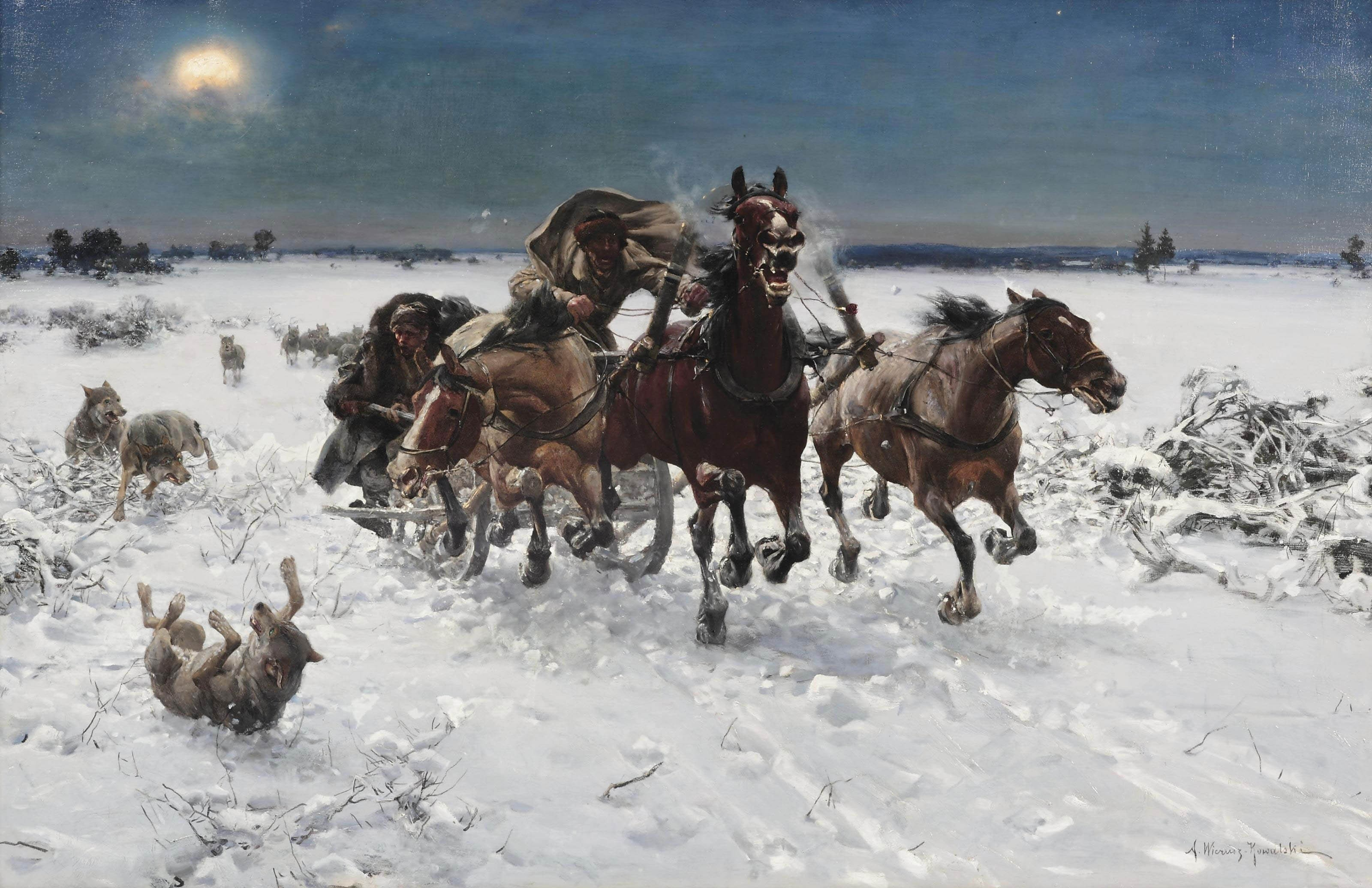
Альфред Веруш-Ковальский. Тройка, преследуемая волками

У восточных славян и поляков были широко распространены представления, что колдун или ведьма могут превратить в волколаков целую свадьбу:204:152:680:496:467 (это частный случай более общего мотива о колдуне или ведьме, портящих свадьбу, если они против неё или если их не пригласили на торжество:293:496). Для этого им нужно было прочитать заклинание и или опоясать всех гостей заговорёнными поясами:419:506:518, или положить такой пояс (иногда указывается, что скрученный из мочала) под порог, через который перешагивают все гости:518, или закопать на перекрёстке, по которому проедет свадебный поезд:671, или вырыть на этом перекрёстке небольшую канавку, или бросить клубок под копыта лошадей (Новгородская губерния):470, или перебежать дорогу свадебному поезду в облике волка (Волынская область):419, у белорусов также — или перекинуть через поезжан горошину из стручка, в котором было столько же горошин, как участников поезда, или перетянуть через дорогу нитку:67. Превращённые обычно сразу убегали в лес.:644:481 Таких волколаков можно было распознать по надетой на них праздничной одежде, или хотя бы по повязанным на гостях белым и красным рушникам:411, или по рушникам, превратившимся в белые полосы на шкуре:296:497, по лентам на невесте, по букетику цветов у жениха:411, по бегающим вместе заколдованным жениху и невесте:418:254. В Гродненской, Харьковской губерниях и на Урале считали, что, чтобы предотвратить превращение свадьбы в волколаков, старший дружка должен знать специальные отговоры, которыми он бы мог ответить на заговоры ведьмы.:419:143—144:507—508 В Архангельской губернии считали, что свадебный поезд не должен отправляться без так называемого отпуска («напутствия») колдуна.
Перечислены многочисленные способы того, как можно было избавиться от заклятия раньше срока его истечения. Большая группа способов обратного превращения связана с соприкосновением с чем-то, относящимся к человеческому миру:480 При этом помочь принять обратно человеческий вид волколаку могли другие люди: нужно было или перекинуть через него пояс, собственную разорванную одежду, грабли (Витебская губерния):69 или вилы (у белорусов):419:69:532; или натянуть через дорогу нитку и пропустить под ней волколака, а потом разорвать её (Витебская губерния):69; или воткнуть нож в тесто в квашне:255:523; или дать ему съесть хлеба (у украинцев:419:155 и словенцев:214:197:136—137) либо кусок свадебного каравая (у белорусов):69; или назвать его по имени:419:149:530 (зов по имени устанавливает магический контакт с человеком и возвращает его из «иного» мира; если имя не известно, то можно попробовать поперечислять имена:530); или надеть на волколака снятую с себя одежду (Архангельская губерния:701, Полесье:530; это своего рода обратное действие накидыванию шкуры:530) или пояс, на который предварительно навязать узлы, и при навязывании каждый раз говорить: «Господи помилуй»:701:530; или разорвать свою одежду и кинуть ему вслед:529; заколдованным членам свадьбы нужно сыграть на скрипке свадебную песню (у белорусов):68—69. В отдельную подгруппу можно выделить контакт волколака с чем-то христианским: или совершить над ним христианский обряд — перекрестить, помолиться, привести в церковь, отслужить над ним молебен, повенчать; или накрыть его поясом либо облачением священника:532—533; или накинуть на него скатерть, на которой освящали пасхальную еду.; или дать ему благословлённую еду (Новгородская область, Словения:137—138); или волколак должен услышать звон пасхальных колоколов:532; или его мог расколдовать святой Николай (у поляков):155:144. Есть также украинское описание более сложного обряда: нужно постелить рушник, перед ним воткнуть нож, поставить на рушник икону и положить хлеб, зажечь свечу и сказать: «Просим вас до хлеба-соли и до святой иконы. Отверни тебя Господи и очисти тебе тело святыми молитвами».:296 Быличка из Псковской области рассказывает о том, как волколаков расколдовали, приманив звуками волшебной дудочки и обкурив куском савана попадьи-колдуньи. Другая группа способов предлагает попробовать снять с волколака волчью шкуру: или вытряхнуть его из неё (у украинцев):700:509; или привязать волколаков хвостами и испугать, чтобы они побежали в разные стороны, оставив связанные шкуры:700; или разорвать снятую волколаком на время шкуру (у словенцев):197. Сюда же примыкают истории о превращении волколака в человека, если его ударить:524 или вилами между глаз (Волынская область):419:155 (так как превращение, в том числе и обратное, — это своеобразная смерть:699), или палкой по пасти (Смоленская губерния), по голове либо по спине; иногда это происходит случайно, например люди бьют волколака, чтобы отогнать, или его кусают собаки:524 либо волки:69, или его задевает рогом вол, или он цепляется за колышек в заборе либо за дерево:524. Отдельно стоят такие способы как: или искупаться в проточной воде; или пробежать между ногами того, кто пустил волком (у украинцев):230:523; или кинуть в волколака навозом (Брестская область; навоз как источник плодородия широко использовался для отгона нечистой силы):531; или расколдовать его при помощи заговора:533; или разрезать заговорённый пояс:529, также заклятье спадёт, если он сам протрётся и лопнет:701:528—529; или забить два осиновых клина в углах избы (у белорусов):144. Вообще, главной трудностью в помощи волколаку принять прежний вид считалось именно узнать его среди других волков. Однако белорусы считали, что если волколаку помогает принять прежний облик женщина, то она рискует в это время сама превратиться в волколака.:70 В ряде историй заклятие снимает тот, кто его наслал, либо сам совершая магическое действие, либо указывая, что нужно сделать; есть даже представления о том, что это может сделать только он.:255:521 Впрочем, в некоторых местах считали, что заклятье невозможно снять до истечения срока.:519 Характерным мотивом является, что при обратном превращении на волколаке лопается волчья шкура или заколдовавший его пояс.:419
Обереги от превращения в волколака были практически не известны.:419:293 Украинцы считали, что колдун не сможет превратить человека в волколака, если скрыть от него его настоящее имя.:419:698 В Киевской губернии для защиты от превращений молились святому Вуколе (Вакуле).:419 Украинцы также считали, что тот, кто уже был когда-то волколаком, больше им стать не может.:217
Помимо этого, встречались поверья, что у некоторых людей есть врождённые (укр. роди́мий:293 — «врождённый, прирождённый, природный» волколак) или приобретённые своими действиями способности к периодическому оборотничеству Данный тип превращения распространён в поверьях поляков, на Балканах, в Украинских Карпатах и в меньшей степени в Полесье:479, 512 (в русской:510 и белорусской:72 традициях он встречается очень редко). Волколаками могли стать дети, родители которых нарушали определённые запреты:512: так, волколачество угрожало детям женщины, увидевшей во время беременности волка, особенно после захода луны (у украинцев и словенцев):78:197, или съевшей мясо убитой волком скотины (у украинцев):78; тем, чьи родители работали в праздник:412:460; детям, зачатым или в запрещённый для половых отношений день (в церковный праздник либо в пост):509, например, под Пасху (Волынская область, Бойковщина):418:136. либо в воскресенье:460, или в полночь:136, или просто в «злую» минуту:412. В данном типе поверий проявляется мотив искупления, которое несёт последующее поколение за грехи предыдущего:510, 512 Рождение в определённый период также обрекало на превращения в волка: например, во время Святок (центр Северной Болгарии).:155 или под определённой планетой (на Покутье):78:151—151:460. Волколаками могли стать дети женщины, забеременевшей от волка (Житомирская область:513, Бойковщина, Словения:197) или от упыря (Словакия), двоедушники (существа с двумя душами и иногда сердцами:291; Польша:151 и Украинские Карпаты:418:291), проклятые родителями дети:418:196:460, те, чьи крёстные во время крещения думали о волколаках:146, а также седьмой ребёнок одного и того же пола подряд в одной семье:136:146. Украинцы:231:78 и словенцы:136 считали, что волколаки рождаются ногами вперёд, украинцы также — что с зубами:231:78, а словенцы — что «в сорочке»:196. Впрочем, словенцы считали, что такой ребёнок может избежать судьбы волкодлака, если его соответственно правильно перевернуть при рождении или пришить кусок его «сорочки» к его плечу:197 Также в волколака могли превратиться после смерти:203:196 некрещёные или неправильно окрещённые младенцы:151:678:512, самоубийцы, совершившие какой-нибудь особый грех (например, в «Хрониках познанских бенедиктинок» (пол. Kroniki Benedyktynek Poznańskich) за 1609 год один купец-лютеранин по имени Ридт, живший поблизости от нового женского бенедиктинского монастыря в Познани, сравнил ежедневное пение монахинь с волчьим воем, внезапно скончался, в день смерти превратился в волка, и раскаялся в этом грехе, уже будучи обречённым бродить по лесам в образе волка до Страшного суда):153:149, 152 и преступники (Гомельская область:418, Польша:152:152) и колдуны с ведьмами:682. Чешский источник сохранил легенду о польской семье Ласких из-под Ленчицы: в проклятие за убийство одним из их предков святого Станислава (1030—1079) по приказу короля Болеслава II Смелого, каждый год один из членов рода должен был превращаться в волка и уходить на год в лес, в частности, один из потомков убийцы краковского епископа сын каштеляна Ленчицкого Зигмунд Лаский (чеш. Zikmund Laski), молодой рыцарь короля Яна III Собеского, участвовавший в 1683 году в Венской битве, и исполнивший обещание вернуться после битвы к Регине Герстенкорновой, дочери кастеляна черногорского замка «Черная гора» Кристиана Герстенкорна, на которой намерен был жениться и одновременно надеявшийся преодолеть родовое проклятие, всё же якобы превратился в волка и был убит 7 мая 1684 года (в годовщину убийства святого Станислава) местным лесником-тёзкой святого Станислава, но перед смертью рассказавший свою историю причащавшему его священнику (вероятно, это обросший в народном суеверном сознании фантастическими деталями реальный несчастный случай, когда на охоте был застрелен молодой польский дворянин, или же переложение ирландской легенды об оборотнях из Оссори):53:184 Под Познанью рассказывали, что для распознания волколака нужно трижды обойти подозреваемого с хлебом во рту, волколак при этом должен начать превращаться в волка.:155 В Польском Поморье считали, что регулярным превращениям может положить конец отрезание хвоста.:156

## Внешний облик

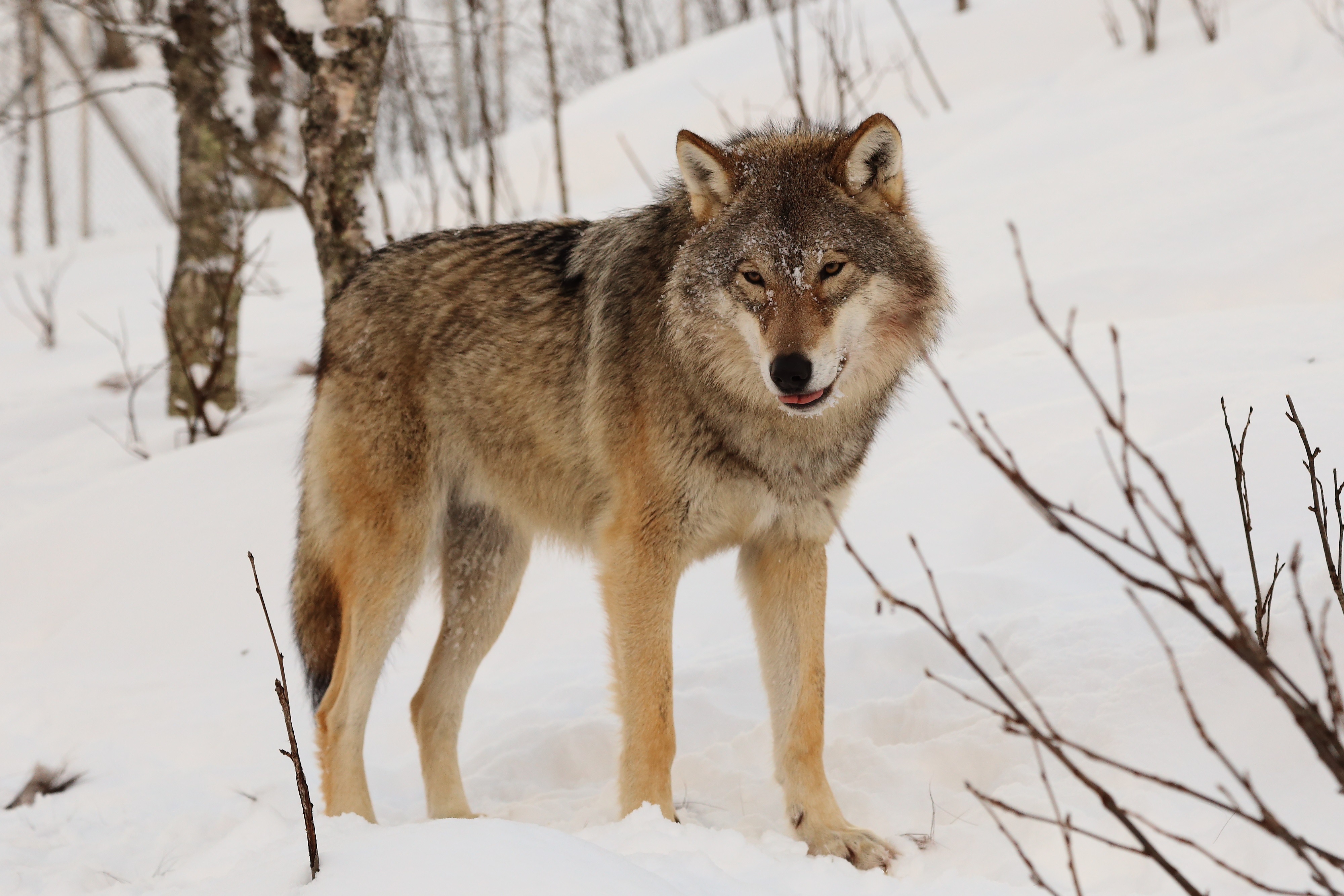
Евразийский волк — подвид волка, распространённый в славянских странах

При превращении руки волколака покрываются шерстью и превращаются в лапы, он встаёт на четвереньки.:418 За очень редким исключением, он больше не может говорить по-человечески, способный только выть.:669:542 Впрочем, подробности превращения указываются редко.:239—240:646
Волколака описывали в основном как абсолютно обычного волка:418:240:170, однако, иногда указывается на определённые странности во внешности и поведении:418:149. По некоторым представлениям у волколаков сохранялись отдельные человеческие признаки, так в Калужской губернии считали, что суставы на задних лапах у волколака повёрнуты вперёд как у человека, а не назад, как у волка:418, в Гомельской области — что у него человеческая тень:418:538, в Смоленской губернии — человеческое отражение:538, в Полесье — человеческий запах:538, белорусы — человеческие глаза, в Черкасской области — человеческие следы от задних лап:538, у лужичан есть быличка, в которой волколаки способны свистеть, засунув переднюю лапу в рот:134, в Брестской области говорили, что он способен складывать лапы на груди:538, в Закарпатье — что зубами может вырвать у охотника ружьё:291, на Русском Севере считали, что в местах, где не растёт шерсть, у волколака просвечивает одежда или торчат её лоскутки:666. Если охотники убивали волколака, то под его шкурой находили человека и/или одежду или её остатки, украшения, деньги:418:651—652:461, в одной быличке из Гродненской губернии нашли даже скрипку заколдованного музыканта:652:143:257. В Витебской губернии рассказывали, что волколак при ранении мог вскрикнуть «ах», а над его трупом могут собраться и долго выть волки:255 Из этого, а также из мотивов накидывания на человека волчьей шкуры, чтоб превратить его в волка, и её растрескивания или разрывания при обратном представлении, можно сделать вывод, что волчья шкура мыслилась как внешняя оболочка, в которую заточён волколак, скрывающая и связывающая его человеческую сущность.:518 Во внешнем виде волколаков могли появляться и некоторые новые черты, не характерные ни для волков, ни для людей, так кашубы считали, что глаза волколака выглядят как горящие угли:418, белорусы и поляки — что у волколаков большая голова и два дополнительных глаза на затылке, помогающие им видеть во все четыре стороны:153—154.:149:287, поляки:203:154:139, белорусы:253 и гуцулы:80 — что волколаки крупнее, сильнее и неуязвимей обычных волков (например, по некоторым представлениям, их не берут неосвящённые пули:154).
Отличительной чертой врождённых волколаков в человеческом облике считались различные зооморфные признаки:241: у поляков и южных славян — волосы, напоминающие волчью шерсть:202, у западных славян — сросшиеся брови (т. н. «волчий глаз» у южных славян:123) и наличие хвоста:202:135:241, у словенцев — «волчьи» зубы:196:136—137, у поляков — злой взгляд, бледное лицо и чрезмерное оволосение лица, выступающие позвонки:241, дырочка в коже подмышкой, через которую её можно вывернуть на изнанку, то есть на сторону волчьей шкуры:241:153:461. В Закарпатье считали, что вовкун нападает на людской скот и после смерти, а гроб с его телом способны сдвинуть с места только два вола-близнеца.
Когда же заколдованный волколак вновь становится человеком, он, по разным поверьям, оказывается голым (потому что одежда истлела):418:542, заросшим шерстью (Смоленская губерния), с ободранными (Полесье):484 или мозолистыми (Польша):204—205 руками, так как ходил на четвереньках, немым (у украинцев):418, нелюдимым, «диким»:669. В нормальное человеческое состояние он приходит, когда надевает новую одежду:543, пробует человеческую еду, когда слышит звон колокола (у украинцев):418:532, парится в бане (Смоленская губерния). Встречались поверья, что у бывшего волколака навсегда остаются:543, особенно если процесс превращения прошёл с помехами:544, шерсть на различных участках тела:543 (даже под языком:667), волчьи лапы, хвост:418:667:544, рот, глаза или клыки:543, большие сросшиеся брови и красные глаза (Гродненская губерния):45:256:543, искривлённые по-волчьи ладони или ступни, дикий взгляд:543. Раны, которые оборотень получал в волчьем состоянии, не исчезали и по превращении в человека.:240:690—691:149 В одной украинской быличке вернувший человеческий вид волколак оказался гораздо старше, чем должен бы быть, так как в волчьем облике каждая неделя шла ему за год.:295
У поляков:418:240, лужичан:134, словенцев:196:137—138 и в Ровненской области:494 изредка встречается представление о волколаке как о получеловеке-полуволке (ср. Бугул-Ноз, Лугару), у которого волчья верхняя часть тела или только голова. Согласно польской легенде, Иисус лишил этих существ двуногости в наказание за попытку съесть человека.:240, 243:140—141
В древнерусской отреченной книге «Чаровник» говорится, что способность превращаться в волка необходима для способности превращаться в медведя.:645 В Закарпатье полагали, что волколак превращается один месяц в волка, а следующий — в медведя.:418 Н. А. Криничная предполагает, что такая двойственность обусловлена тем, что при родоплеменном строе род медведя мог входить во фратрию волка.:645 По южнорусским и украинским поверьям, волколаки, помимо волков, превращаются обычно в чёрных собак:217—218 и кошек. В народных верованиях собака в некоторой степени приравнивается к волку, но в такой же мере она и противопоставляется ему, например, в народных сказках облик собаки выступает парой облику волка в состязании между способными к превращению героем и его антагонистом.:651

## Образ жизни

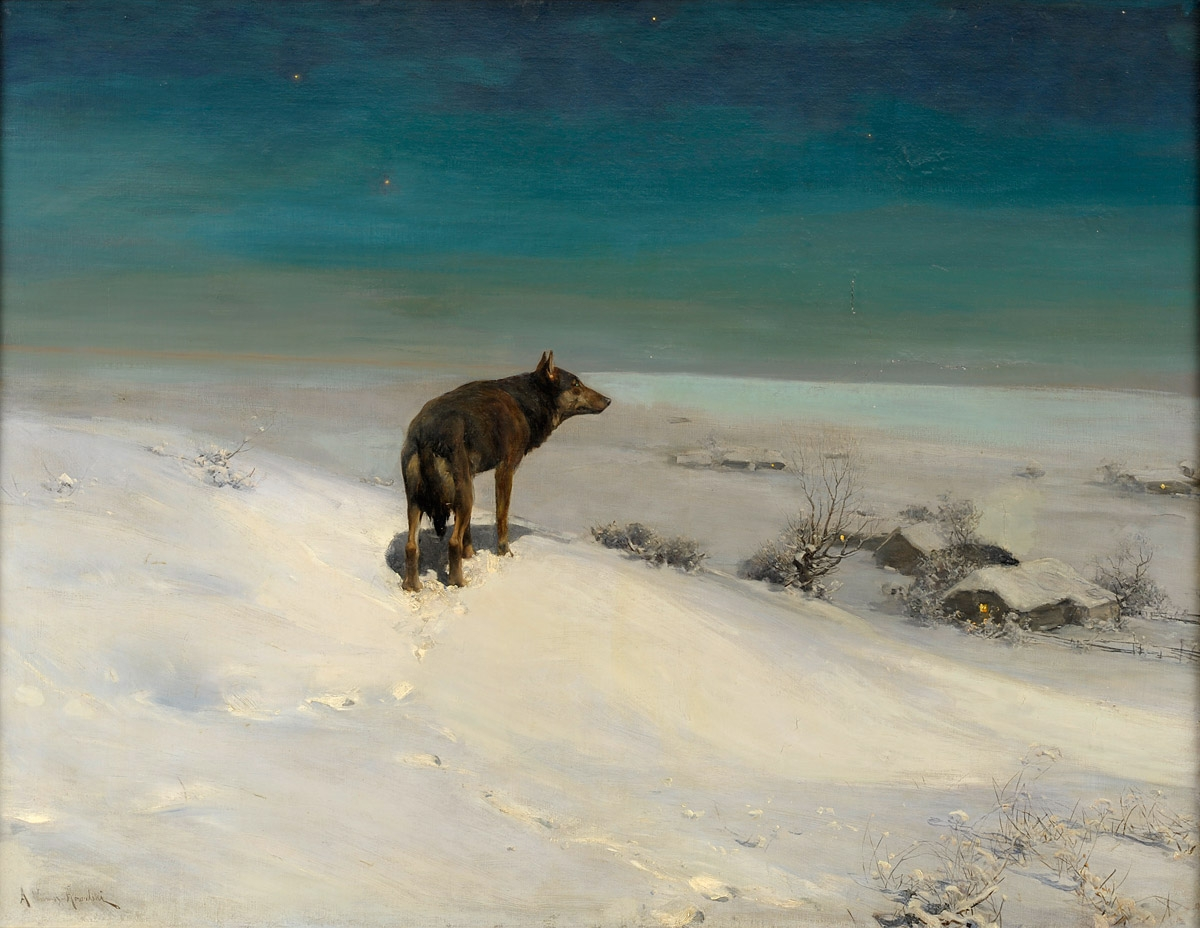
Альфред Веруш-Ковальский. Одинокий волк. 1913

Представления о поведении волколаков разнятся.:419 В большинстве случаев считалось, что они сохраняют человеческий разум:418:667, но встречаются рассказы, в которых бывший волколак не помнит ничего из того, что с ним происходило в волчьем облике, как будто он был без сознания:668.
Колдуны и ведьмы обычно превращались в волка ночью и возвращались к человеческому виду наутро:674:506 Цель их превращения в волков не всегда определена рассказчиком, обычно просто говорится, что они «бегают волками», но когда она указывается, то это обычно нападение на скот, запугивание или убийство людей:242 (иногда даже спящих дома). Также «знающие» люди превращались в животных, чтобы быстрее перемещаться по местности. Мать в образе волка может не пускать сына на вечеринку.:469 У украинцев были поверья, что в волков способны превращаться запорожские казаки:222:171—172, особенно характерники:171—172, например такая способность приписывалась Ивану Серко (ок. 1610—1680):231. и другим атаманам:160, 172.
Те, кто являются волколаками с рождения, превращаются в волков в определённое время дня, чаще по ночам:419:413 и/или в определённое время года:129. У украинцев были поверья, что волколак один месяц является волком, а другой человеком, или что в волка он превращается в день святого Юрия (23 апреля (6 мая)), а в человека — в день Николы Зимнего (6 (19) декабря), или что обратное превращение происходит на Пасху или в рождественский Сочельник (24 декабря (6 января)):535. Поляки считали, что превращение происходит в определённые праздники: День святителя Николая (6 декабря), День святой Люсии (13 декабря), на Рождество Христово (25 декабря), в День трёх царей (6 января), в ночь Пасхи, в Праздник Тела и Крови Христовых, на Рождество Иоанна Крестителя (24 июня), в Праздник Богородицы Ягодной (2 июля):150:148:535 В некоторых местах (Украинские Карпаты, Словакия, в меньшей степени Полесье) связывали превращения с фазами луны (полнолунием, новолунием, молодым или старым месяцем).:535. Обычно считалось, что такие волколаки, не контролируя своё поведение, охотятся на домашнюю скотину и людей:413 Они могут нападать даже на своих близких. Так, повсеместно были распространены бывальщины о том, как муж-волколак неудачно атакует свою жену, а потом она узнаёт его по куску её платья, застрявшему у него в зубах.:418:292—293:149—150. У гурали в Словакии была записана сказка о том, как отец-волколак по очереди съедает всех своих дочерей, кроме одной, которой при помощи хитрости удаётся убежать от него, а после она выходит замуж за короля.:141—142 Украинцы считали, что волколаки, будучи людьми, не ходят в церковь, не соблюдают обычаи и не здороваются. По украинским и словацким поверьям, они имеют половые отношения с ведьмами и у них рождаются упыри.:419 Также у восточных славян были представления, что волколак такого типа после смерти сам становился упырём, поэтому рот этого мертвеца зажимали монетой.:222
В разных местах считалось, что волки-оборотни активизируются на Святки:419:197 и в ночь на Ивана Купала:674:197. Они смешиваются с остальными гуляющими и свободно заходят в любой дом. В Вологодской губернии говорили, что во время святочных игр они задают девушкам трудные вопросы, однако, что случится с неответившими, не указывается В Смоленской губернии рассказывали, как волколаки в человеческом виде пришли на вечеринку и загрызли девушек. Также волколаки могли напасть на гадающих девушек. У поляков были представления, что волколаки могут насиловать женщин.:224 В Закарпатье рассказывали, что вовкуны по ночам ходят по селу, страшно воют, заглядывают в окна и ломятся в двери.:293 По некоторым представлениям, волколаки ели человеческое мясо и пили человеческую кровь.:222:243:139 В Полесье встречалось поверье, что они раздевают человека, прежде чем съесть.:539 Польская народная этимология расшифровывала слово «wilkołak» как «волк, жаждущий (łaknący) людской крови» и производила волколаков от проклятых Иисусом любителей есть одно лишь мясо, которым в конце концов захотелось полакомиться человечиной.:243. Сохраняя человеческий разум в волчьем обличье, они способны открывать замки, руководить волчьей стаей, разрабатывать сложные планы нападения на людей.:242:461 Украинцы верили, что волколаки могут становиться причиной эпидемий. В Люблинском воеводстве думали, что волколаки раскапывают свежепохороненные трупы.:243:140
«Волколаки» питаются исключительно растительной пищей. Бродя по лесам и дорогам, они тщательно подбирают съестные остатки и крошки, брошенные людьми, не брезгуя и косточками съедобных животных<...> Только в дни разговенья «волколаки» едят мясо, добытое хищничеством, но не в родном и близком селе, а в отдаленных местах<...>
Образ жизни «волколаков» разнится от обыкновенного волчьего. Так, «волколаки» воют на восток или в сторону своих деревень, когда ложатся спать и встают, — это молитвы; утром умываются, проводя мордою по росистой траве, повинуясь привычке, а в первую весеннюю пору они разгребают землю лапами — пашут<....>":68
Насильно превращённые в волков, согласно одним представлениям, страдают от страха и отчаяния, скучают по человеческой жизни и хотят снова стать людьми. Они не нападают ни на скот, ни на людей, а только на того, кто сотворил с ними это.:419:45:245:668—669 Вернуться в человеческое поселение они не могут:537, поэтому живут в берлогах, рыщут по лесам, воют по-волчьи, но сохраняют человеческую сущность:294:538, человеческий разум, способность понимать человеческую речь:542, держатся поближе к поселениям и родному дому:134:245:669 (мазуры думали, что только волколак может прийти в поселение днём:134), смотрят на человека жалобно и даже плачут, взывая о помощи:668, однако попытки установить контакт с людьми обычно заканчиваются неудачно:536. Распространён мотив про волколака, обратившегося к человеку за помощью, когда занозил лапу.:549:135—136 Согласно другим представлениям, волколаки только убивают скотину, но не едят:79, или они вынуждены служить волкам, по их указанию нападая на скот и отдавая им добычу:419:45:536. Бытовало представление, что волколак не может есть падаль:668:539 и/или сырое мясо, последнее он пытается жарить на углях недавно потухших костров. Также такой волколак ест коренья, лесные ягоды, ворует еду у пастухов:245, 247:668:539 и из погребов:245:668, ест малосъедобные объекты, такие как упряжь, подошвы (Витебская губерния):68 или гнилые пни (Гомельская область):536, или только облизывает деревья или палки, за которые держались люди:539. Иногда его подкармливают люди, особенно его близкие.:668 В некоторых местах, например, на Русском Севере, считали, что, съев сырое мясо, волколак навсегда останется зверем.:419:668:481 Но, согласно другим представлениям, волколаки хоть и с трудом, но вынуждены были привыкать к сырому мясу.:419:668 Часто считалось, что волколаки всегда одиночки:418, они не водятся с настоящими волками:419:204:668, так как те издеваются над ними:536 или могут даже напасть на них, если учуют человеческий запах:204:669. В Витебской губернии считали, что волколаки умываются росой водя мордой по траве, по крестьянской привычке разгребают весной землю:668:68, сооружают себе подушку из веток и камней, воют-молятся на восток или в сторону родного поселения:68 Есть рассказы, в которых волколак всё-таки сближается с волками, его принимают в стаю, вместе с которой он ходит на охоту:668:536, иногда он даже возглавляет её:536. В Полесье считали, что волколак может сразу после превращения понимать волчью речь и общаться с волками:542, а уральские казаки считали, что он приобретает эту способность, поев сырое мясо:542. Волки могли обучать неопытного волколака жизни в лесу:529; в одной украинской легенде им приказывает делать это святой Юрий:227, который вообще у украинцев считался покровителем не только настоящих волков, но и волколаков:168. В западнополесской быличке бывший волколак помогает волчьей стае избежать готовящейся облавы. Белорусы считали, что если в волколака превратится беременная женщина, то у неё, волчицы, всё равно родится человеческий ребёнок:69—70:504—505, но если она забеременеет уже будучи в зверином облике, то у неё рождается волколак, который, когда пройдёт срок заклятия над его матерью, также превратится в человека, отличающегося, однако, дурным характером:69—70:499. В Брестской области считали, что рожать такая волчица приходит к людям: ложится на завалинку и просит впустить её через окно в дом, забивается под печь или под лавку.:504 Там же рассказывали о женщине, превращённой в волка, но приходившей домой нянчить своего ребёнка.:538 По южнославянским поверьям, заколдованный оборотень становится волком только на ночь, а днём он сбрасывает с себя волчью шкуру. Гуцулы верили, что колдун может управлять зачарованными им волколаками.:79 Есть редкие бывальщины, в которых волколак ведёт себя полностью как волк.:668 Но в целом можно сказать, что волколаки оказываются между человеческим и звериным мирами, не принадлежа ни тому, ни другому.:245:669:481 В некоторых случаях даже возвращение человеческого вида не приносило им облегчения, ведь их родные могли уже умереть, а друзья забыть их:245:139, 154; в ряде польских историй осознавший свою ненужность людям бывший волколак вновь становится волком:139. Могли произойти и психические изменения — появиться желание съесть своего ребёнка, слабоумие:543, нелюдимость:495, злость и недоброжелательность:205. Есть истории, в которых волколак, вернув себе человеческий вид, сумел при помощи «знающего» отомстить тому, кто с ним это сделал, превратив того самого в зверя.:547

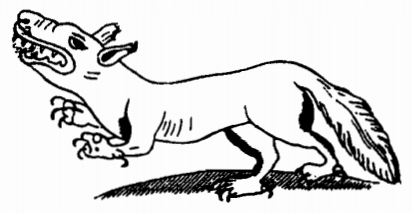
Волк. Прорись из лицевого списка XVIII века «Собрания о неких собствах естества животных» Дамаскина Студита

Народ относился к волколакам по-разному, в зависимости от добровольности их превращения:71:154:246—247:478—479 К волколакам-колдунам отношение было негативным, их боялись, стремились защититься от них и наказать их за чародейство.:154:241:479 Считалось, что волколаки боятся креста:511, а в некоторых польских местах — вил:140. В Смоленской и Воронежской губерниях для защиты от них молились святому Вуколу. Поляки и украинцы считали, что святой Николай или святой Юрий соответственно разрешает волколакам нападать только на злых, нечестных людей, грешников.:155—156:168 Чтобы волколак не напал ночью, советовали лечь спать с расстёгнутым воротом рубахи, перекрестить подушку и положить около неё какую-нибудь религиозную книгу, трижды перекрестить постель и помолиться. Женщины должны были спать в головном уборе (чепце, повойнике). На Волыни, когда в Яблочный Спас шли в церковь и слышали волчий вой, то считалось, что это воет волколак, чтобы оберечь своё хозяйство от его нападения, сыпали под ноги освящённый мак и говорили: «Пу, пу, Матерь Божья, верни человеческий облик тому, кто плачет-кричит и у тебя помощи просит». Известны случаи, когда над человеком, подозреваемым в волколачестве, учиняли расправу, а также единичные случаи судов над предполагаемыми волколаками.:134:150 К заколдованным волколакам отношение было сочувственным, по возможности им старались помочь вернуть человеческий вид.:71—72:154:244—245:479 Врождённость оборотничества также зачастую снимала в народных глазах с волколаков ответственность за совершённые действия.:479 Э. Вильчинская на основе польского материала делает вывод, что чем меньше было волков в регионе, и соответственно, чем меньше был вред от них хозяйству, тем лучше было отношение к волколакам.:247—249
Славяне считали волколаков виновными в затмениях. Поедающие луну и солнце и отгоняющие облака волкодлаки упоминаются в Кормчих книгах: сербской (Иловицкой) 1262 года:509:1041:471 и русской 1282 года:408: «Облакы гонештеи оть селянь влькодляци нарицаються; егда оубо погыбнеть лоуна, или сльньце, глаголють: влькодляци лоуну изѣдоше или сльньце»:1042:305. Соответствия есть и в древнечешских источниках. Отголоски этого, возможно, сохранились в словенском («sonce jedeno»):197 и русском («серый волк на небе звёзды ловит») устойчивых выражениях. Аналогичные поверья о пожирании волколаком светил сохранялись на Балканах:509:77—78:204-205 и в Украинских Карпатах:509:76—77 и в XX веке, правда, под этим названием у южных славян и у румын фигурировало уже змееобразное существо:124:205, а у последних — иногда просто волк:124:205. При поедании пораненные светила краснеют-кровоточат.:77—78:205 У гуцулов была легенда, что вовкуны поедают луну, так как на ней запечатлены лики двух братьев, один из которых убил другого из-за земельного спора, и от которых и происходят вовкуны.:76—77 Словенцы считали, что затмения возникают, когда два волкодлака борются друг с другом.:197 Однако, волкодлаки поедают светила медленно, поэтому те всегда успевают восстановиться.:77—78 Впрочем, в Северо-Западной Болгарии считалось, что от луны остаётся только дырка.:204 Для того чтобы прогнать демона и дать светилам восстановиться, люди должны были создавать громкий шум.:—204—205 Параллели мотиву поедания волком солнца можно найти в германской мифологии.:1043

## Волколак и вампир
Южнославянские поверья связывают волколака с упырём (вампиром):418:508—509:46, то есть ходячим покойником, который убивает людей (в некоторых регионах — пьёт их кровь, давит спящих), или вредит им, их скоту и хозяйству:203:196. Причём в Боснии и Герцеговине и Хорватии для обозначения такого персонажа названия производные от слова «волкодлак» являются доминирующими, а в Словении, восточной Боснии и восточной Герцеговине употребляются одинаково часто наряду с производными от слова «вампир» (при этом производные от «вампира» в ряде регионов обозначают дьявола):212—214:66 Впрочем, в некоторых местах значение «волк-оборотень» для производных от «волкодлака» сохраняется.:213—214 В основном считается, что это смешение образов вторично:418:46:213:305, хотя А. А. Потебня в своё время пытался доказать изначальное совмещение образов волка, упыря и змея у славян:78:304—311. В неславянские балканские языки слово волкодлак также было заимствовано в основном в значении вампира. Однако в современных балканских языках оно устойчиво используется для перевода западных названий волков-оборотней.
У словенцев слово volkodlak относится к существу, которое может менять свой облик с человеческого на волчий, причём оно может описываться и как демон, и как человек со сверхъестественными способностями:196, приобретёнными, например, в результате материнского проклятия или брани:214:134 или зачарованный на свадьбе:214; во втором случае обратное превращение затруднено. Живут эти существа в пещерах и ямах:214 От половых связей волкодлаков с женщинами может рождаться как нормальное с виду потомство, так и косматые, хвостатые и с волчьими зубами дети.:214:196 По некоторым источникам, превращение в волка происходит по ночам и в таком виде волкодлак может нападать на людей и пожирать их.:134—135.
У болгар слово върколак описывает как вампира, так и человека-оборотня:418:214—215, превращающегося в волка по ночам или в определённое время года:129. Върколаками могли стать люди, которые навлекли на себя злобу и мщение колдуна или ведьмы: ночью к ним являлся злой дух с волчьей шкурой и приказывал её надеть; после этого они начинали по ночам рыскать волками, а с рассветом, сняв с себя волчью шкуру, снова принимали человеческий образ. У болгар есть легенды о превращении в върколаков на свадьбе и об обнаружении человека под шкурой убитого волка.:418:225 Но и самого вампира они могут представлять, помимо прочего, в виде волка.:129—130 Вампиром у болгар в том числе может стать и тот, чья мать ела во время беременности мясо убитых волком животных:130 или тот, чью погребальную одежду сшили в «волчьи дни». Кроме того, у них есть поверья, что в злого духа върколака, посещающего родной дом, может превращаться кровь убитого человека.:130:204
В представлених македонцев «волколак» обозначает «вампира на сороковой день», «мёртвого, но живого, подобного живому человеку». Македонцы полагали, что волколак может вступать в половую связь со своей живой супругой, а также зачинать ребёнка: «од во́лколак си́н, волко́лаче (Од во́лколак си́н. М’жев со же́нава спа́л, и та поро́дила, а м’жет у́мрен, и то т’си претворило ка́ко во́лколак)». А. А. Плотникова отмечает, что искомый термин является типичным, в частности, для деревни Пештани, как центра наиболее удаленной юго-западной части македонского этнического региона, и характерен тем, что имеет свои культурные аналоги в албанском фольклоре, а также на протяжении побережья Адриатики (юг Герцеговины, Далмация), в Боснии и Хорватии.
В сербохорватском языке под словом вукодлак описывается вампир, который обычно не выглядит как волк:418 Но в его образе представлены и некоторые основные черты волколака.:418 Так у сербов он может превращаться в волка (в племени Кучи считали, что на это способны все вампиры:156) или в его внешнем виде присутствуют волчьи черты, например, он может быть покрыт шерстью:129 или у него лишь всклоченные, стоящие дыбом волосы, напоминающие волчью шерсть. Встречаются былички о превращении мужа в волка и неудачном нападении в таком виде на свою жену, с последующим разоблачением ею по кускам её платья в его зубах.:155 Кроме того, вукодлаки особенно активны в то же время в зимние месяцы, когда совершали обряды, связанные с волками. В Боснии и Хорватии фиксируется также понимание вукодлака как похожего на волка мифического существа с функциями вампира.:30 В Черногории, Боке, Герцеговине и Далмации вампира вообще называли просто вук (волк).:156:129.:66
Связь волколака с вампиром прослеживается и у западных славян. Например, словаки могли называть влколаком, помимо основного значения, несущие вред людям и скоту души ведьм или колдунов и покойников, которых вынесли из дома головой вперёд. Определённое влияние балканской традиции на образ волколака (кровожадность, поедание людей) ощущается и в некоторых местах Украинских Карпат.:538

## Родственные персонажи
У славян оборотничество большей частью связывается с волком, но существуют представления и о превращении людей в других животных:44:643—644:467, хотя и не столь подробно и красочно переданные, как предания о волколаках:72. Превращение человека в волка является основным типом оборотничества и у других индоевропейцев:217:643 Верования в оборотней в целом играют выдающуюся роль в народных сказаниях и распространены по всему земному шару:217, но в разных странах, в зависимости от состава местной фауны:45:148.:643, место волка занимают другие хищные звери:45. Много общего с мифологическими представлениями славян о волколаках обнаруживается во взглядах соседних народов, например, литовцев:478, эстонцев:144, финнов:497 и др.
Образ колдуна в облике волка сближается с образами мифических предводителей или пастухов волков: так называемого волчьего пастыря (у южных славян):197, часто появлявшегося в виде белого волка лешего (у восточных славян), Георгия Победоносца и других святых, а также пастухов:644:151:130—132. Представления о волках-оборотнях близки к представлениям об оборотнях-собаках.:157 У словенцев легенды о волколаках близки историям о псоглавцах:152 и о существе ведомец (валяние в незапаханном навозе и борьба с охраняющим дом кресником, вызывание солнечных затмений). В Полесье образ волколака сближается с образом проклятых: избегание чужой пищи, пребывание за пределами человеческого пространства, «семантика постоянного движения» при описании их состояния («бегают» и т. п.).:482 В украинских сказках есть пример, обратный волколачеству: святой Юрий в качестве наказания превращает волка в человека и обязывает его три года работать на нищего, у которого он съел последний кусок хлеба; бывший волк становится мастерским кузнецом и даже учится перековывать старых людей на молодых.:228
Помимо основного значения волколаком могли называть мифологического предводителя волков — как в виде волка, так и в виде человека.:551 В Гомельской области под волколаком могло также пониматься некое существо, появляющееся на кладбище, не зверь и не человек, с хвостом и горящим фонарём (или одной-двумя свечами на голове); а в других случаях — некое существо с человеческими и звериными чертами.:556 В некоторых местах под словом волколак мог пониматься обычный волк или волк с некоторыми особенностями: гибрид собаки и волка, огромный волк, волк-самец или, наоборот, волчица, одинокий волк, ходящий в село волк, старый волк.:552—553 Также это слово использовалось в качестве ругательства по отношению к нелюдимым, неразговорчивым, угрюмым, злым, жестоким или заросшим волосами людям.:553

## В художественных произведениях
Волколачество описывают немало художественных произведений славянских авторов в разных жанрах. В них образ волколака приобретает новые черты, не характерные для легендарной традиции. Основными темами являются: раздвоенность формы тела и души волколака, изменения взгляда на мир, приспособление к новому образу жизни, тоска по человеческому состоянию, смешение и противостояние человеческого и звериного в одном существе, агрессивность и страх перед ней, выявляющие кровожадность обстоятельства, опасение людей-одиночек.:239 Многие современные славянские произведения об оборотнях находятся под очевидным влиянием стереотипных образов из западной популярной культуры.
Волколачеству посвящена русскоязычная повесть «Оборотень» (1829) писателя Ореста Сомова, написанная на основе украинских поверий, в которой парень-простак, подражая колдуну, превращается в волка, но его неопытность в этом деле приводит его к неприятностям:244—245; само произведение оставалось забытым на протяжении более полутора веков, но присутствующий в нём так называемый «Заговор оборотня», в котором колдун просит месяц защитить его от волков и людей, с подачи И. П. Сахарова вплоть до начала XXI века приводился в научной литературе как народный. В рождественском рассказе по мотивам полесских преданий «Серебряный волк» (1901) Александра Куприна описывается превращение парня, некогда души компании, в угрюмого, кровожадного волколака, теряющего человеческие черты; причина перемен не описывается, известно только, что превращение произошло на войне, автор таким образом отображает её как фаталистично уничтожающую в человеке человеческое, герой становится чужим в человеческом обществе, так как принадлежит теперь миру хищников:240—241. В рассказе «Проблема верволка в средней полосе» (1991) Виктора Пелевина главный герой делает вывод, что практически нет никакой разницы между людьми и волками: те же проблемы, те же взаимоотношения:245; автор вновь возвращается к теме оборотничества в романе «Священная книга оборотня» (2004), в котором люди-волки символизируют людей, утративших Бога и «ставших жертвой собственных низменных инстинктов».

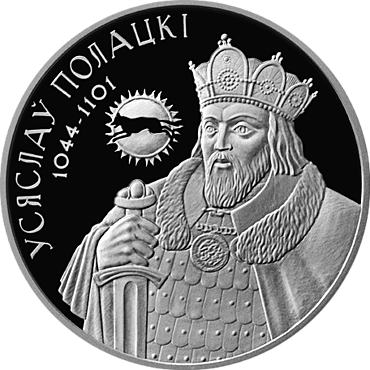
Полоцкий князь Всеслав Брячиславич на реверсе белорусской 20-рублёвой серебряной монеты 2005 года. Дизайн Светланы Заськевич.

К образу волколака немало обращались белорусские писатели. Павлюк Багрим в стихотворении «Зайграй, зайграй, хлопча малы…» (1820-е) и Ольгерд Обухович в басне «Ваўкалака» (1861) говорят, что лучше быть «вольным волколаком», чем жить в неволе.:29, 59 В стихах Янки Купалы «Люлі, люлі, мужычок!» (1907), «Забытая карчма» (1907), «Ваўкалак» (1911) и «Хохлік» (1911) образ волколака «подаётся как инфернальный, несущий с собой смерть, страх»:72:29, 59, это человек, который забыл свои корни. В рассказе «Ваўкалакі» Алеся Кожедуба образ волколака полон трагизма — заколдованный волколак лишний в мире людей.:29, 59, 77 В повести «Цкаванне вялікага звера» Алеся Наварыча мифологема волколака использована в психологическом ракурсе — «это человек с поведением зверя»: скрываясь от властей, главный герой уходит в лес жить с волками и становится их вожаком:77—78 Также волколаки встречаются в стихотворении «Ваўкалакі» Алеся Гаруна:55, рассказе «Ноч, калі папараць цвіце» Якуба Коласа:55, рассказе «Апошні ваўкалак» Алеся Каско:163, рассказе «Нашчадкi неўраў» (2003) Алеся Бычковского, произведениях Ольги Ипатовой, Владимира Орлова:23, Александра Рязанова.:23:29. Немало белорусских произведений, затрагивающих тему волколачества, посвящены полоцкому князю Всеславу, например, роман «След ваўкалака» (1988) Леонида Дайнеко:23:59. Бесчинства насильно превращённого в волкодлака селянина описаны в рассказе «Послушай как падают листья» (2003) (опубликован в сборнике «Никого над нами» (2006) под названием «Листопад») белорусской писательницы-фантаста Ольги Громыко, работающей в поджанре славянского фэнтези.
В украинской литературе также создано немало образов волколаков. В драме Леси Украинки «Лесная песня» (1911) Лесовик превращает парня в волколака в наказание за то, что тот предаёт свою возлюбленную Мавку («Тепер він вовкулака дикий! Хай скавучить, нехай голосить, виє, хай прагне крові людської — не вгасить своєї муки злої!»), однако Мавка, видя его страдания, жертвуя собой, возвращает ему человеческий вид:295 В историческом романе «Гетьман Кирило Розумовський» (1961) Николая Лазорского в волка может превращаться доблестный казачий полковник Семён Неживой (1744—?) В романе «Сповідь» (1970) Валерия Шевчука зачарованный герой вынужден пройти тяжёлый путь борьбы со своей тёмной стороной, искушением избавиться от волколачества, передав его другому, сохранить человеческое, оказавшись в зверином теле, прежде чем вновь обрести человеческий облик.:242—243 В романе «Одинокий волк» (1971) Владимира Дрозда:295 мотив превращения в волка используется, чтобы показать дегуманизацию современного автору общества, отчуждённость в нём людей, для которых приоритетными стали мещанские ценности. В историческом романе «Орда» (1992) Романа Иванычука:295 в волков под воздействием проклятья превращаются предатели; образ волколака в романе символизирует зло, которое, разрастаясь в душе человека, парализует его волю и толкает на позорные поступки. В повести «Заклятый клад» (2001) Владимира Аренева изображён волколак-двоедушник, который после смерти человеческого тела оказывается под угрозой потерять и людскую душу, полностью превратившись в волка, но благодаря своей вере в Бога, добрым поступкам и самопожертвованию он сохраняет её:243—244. Также волколаки встречаются в произведениях Степана Александрова (рассказ в стихах «Вовкулака», 1842):266, Тараса Шевченка, Николая Винграновского, Василия Слапчука, Тани Малярчук:295, Владислава Ивченко (рассказ «Фатальна красуня та найбільший вовк у світі», 2013), Вячеслава Васильченко (роман «Дворушники, або Євангеліє від вовкулаки», 2012), Андрея Кокотюхи (роман «Повний місяць», 2014).
В польской литературе волколаки упоминались в произведениях Берната из Люблина («Жизнь Эзопа — фригийца, мудреца, с его притчами», 1522), Миколая Рея (фрашка «O Wilkołku» из сборника «Фиглики», 1570):182, Януария Совизралия (1612), Бальтызера из Калишского повята (1615), Станислава Трембецкого (1774), Францишека Дионизы Князьнина (1787):184, Яна Непомука Каминского (1821):184, Игнатия Головинского («Письма Жеготы Костровца», 1848):67—68, Каэтана Козьмяна (1858), Мацея Богуша Стенчинского (1860):185 и др. О волколаках писал Ян Барщевский в романе «Шляхтич Завальня» на основе белорусских народных поверий (1846):234:241:29, 59: в повести «Корона змеи» герои не решаются стрелять в волков, узнав в них заколдованных людей; в повести «Волколак» главный герой превращается в волка, выпив зелье, которое ему дал музыкант, на свадьбе его любимой, выданной за более богатого человека, однако ему удаётся преодолеть в себе звериные инстинкты, добрые намерения побеждают в нём и в конце концов он обратно становится человеком:241—242. В романе «Krzyżowcy» (1935) Зофьи Коссак-Щуцкой крестоносцы рассказывают друг другу страшные истории о встречах в пути с волколаками:189—190 В романе «Jedwiżka i jej zalotnicy» (1962) Марека Садзевича ужасный волколак-людоед является во снах героям, символизируя дикость и жестокость.:188—189 Среди современных польских произведений, в которых присутствуют волки-оборотни, например, цикл о Ведьмаке (с 1980-х) и Сага о Рейневане (2002—2006) Анджея Сапковского, рассказ «Wiedźma i wilk» (2003) Ярослава Гжендовича, рассказ «Bestie» (2007) Магды Парус, повесть «Bestia» (2007) Марека Шверчека, рассказ «Krótka ballada o przemienieniu» (2009) Павла Палинского.

## Комментарии
1. ↑  Геродот. История. Книга IV, 105.
2. ↑  Изображение якобы передаёт символику и ритуалы культа урожая и плодородия, на что указывают помимо прочего растениеобразный хвост волка, его расположение на засеянном льном поле (не отображено на схеме) и отождествление правой части с ритуалом XIX века катания женщинами попа по полю, который, возможно, является рудиментом ритуального коитуса на поле. Возможно, волк считался земледельцами полезным весной, так как уничтожал на поле животных, вредящих посевам.
3. ↑  Лиутпранд Кремонский. Антаподосис. 3, XXIX.
4. ↑  Цитата оригинала приводится по фотокопии издания поэмы 1800 года. Большая буква в слове «Куръ» в связи с тем, что первые издатели считали, что речь здесь идёт о городе Курске.
5. ↑  Не все исследователи согласны с тем, что под этими именами Волх Всеславьевич и Вольга Святославич выступает один и тот же персонаж.
6. ↑  Цитируется в соответствие с: Волх Всеславьевич; Вольга и Микула Селянинович // Былины / Подготовка текстов, вступительная статья и примечания С. Н. Азбелева. — Л.: Лениздат, 1984. — С. 217, 222. — 398 с. — (Библиотека народно-поэтического творчества). — 100 000 экз.
7. ↑  «Слева от него стилизованное изображение волка на фоне диска солнца, символизирующее сверхъестественные возможности» князя.